# مغنية حمادي
مغنية حمادي (من مواليد 22 فبراير 2000) هي لاعبة رفع أثقال جزائرية. فازت بالميدالية الذهبية في البطولة الإفريقية لرفع الأثقال 2017 التي أقيمت في فاكواس، موريشيوس. وفازت بالميدالية البرونزية في البطولة الإفريقية لرفع الأثقال 2021 التي أقيمت في نيروبي، كينيا.
حصلت على ميداليتين في دورة ألعاب البحر الأبيض المتوسط 2022 التي أقيمت في وهران بالجزائر؛ حصلت على الميدالية الفضية في منافسات وزن 71 كغم في حركة الخطف برفعها لحمولة 100 كغ، والميدالية البرونزية في تخصص النتر بعد رفعها حمولة (121 كغ).

## الإنجازات
| السنة                      | المكان                     | الوزن                      | الخطف (كغم)                | الخطف (كغم)                | الخطف (كغم)                | الخطف (كغم)                | النتر (كغم)                | النتر (كغم)                | النتر (كغم)                | النتر (كغم)                | المجموع                    | الترتيب                    |
| السنة                      | المكان                     | الوزن                      | 1                          | 2                          | 3                          | الترتيب                    | 1                          | 2                          | 3                          | الترتيب                    | المجموع                    | الترتيب                    |
| ممثلة الجزائر              | ممثلة الجزائر              | ممثلة الجزائر              | ممثلة الجزائر              | ممثلة الجزائر              | ممثلة الجزائر              | ممثلة الجزائر              | ممثلة الجزائر              | ممثلة الجزائر              | ممثلة الجزائر              | ممثلة الجزائر              | ممثلة الجزائر              | ممثلة الجزائر              |
| ألعاب البحر الأبيض المتوسط | ألعاب البحر الأبيض المتوسط | ألعاب البحر الأبيض المتوسط | ألعاب البحر الأبيض المتوسط | ألعاب البحر الأبيض المتوسط | ألعاب البحر الأبيض المتوسط | ألعاب البحر الأبيض المتوسط | ألعاب البحر الأبيض المتوسط | ألعاب البحر الأبيض المتوسط | ألعاب البحر الأبيض المتوسط | ألعاب البحر الأبيض المتوسط | ألعاب البحر الأبيض المتوسط | ألعاب البحر الأبيض المتوسط |
| -------------------------- | -------------------------- | -------------------------- | -------------------------- | -------------------------- | -------------------------- | -------------------------- | -------------------------- | -------------------------- | -------------------------- | -------------------------- | -------------------------- | -------------------------- |
| 2022                       | وهران، الجزائر             | 71 كغم                     | 91                         | 96                         | 100                        | الثاني                     | 117                        | 121                        | 127                        | الثالث                     | —                          | —                          |